# Cayetano Germosén (kommun)
Cayetano Germosén är en kommun i Dominikanska republiken.   Den ligger i provinsen Espaillat, i den centrala delen av landet, 110 km nordväst om huvudstaden Santo Domingo. Antalet invånare i kommunen är cirka 6 900.
Terrängen i Cayetano Germosén är platt.